# حامد فوزی
حامد فوزی (انگلیسی: Hamid Fawzi؛ زادهٔ ۱ ژوئیهٔ ۱۹۳۹) بازیکن فوتبال اهل عراق بود.
وی همچنین در تیم ملی فوتبال عراق بازی کرده‌است.